# Grand Prix Speciale della Giuria
Il Grand Prix (in francese Grand prix du Festival de Cannes) è un premio assegnato nel corso della manifestazione cinematografica del Festival di Cannes. Si tratta del più importante riconoscimento per un lungometraggio della manifestazione dopo la Palma d'oro.
Esso non va confuso con il Grand Prix du Festival International du Film (1939–1954; 1964–1974), che è stato il premio maggiore del festival e un precursore della Palma d'Oro.

## Storia
Il riconoscimento venne introdotto negli anni '60 con il nome di Prix Speciale du Jury, successivamente denominato Gran Prix Speciale (1967-1988) prima di diventare  Gran Prix du Jury (1989-1994) e infine semplicemente Gran Prix. Aveva lo stesso valore della Palma d'Oro: mentre il primo premiava il miglior film in competizione nella categoria “essay”, la seconda il miglior film destinato al grande pubblico. Ma tale definizione iniziale, tuttavia, fu sempre meno applicata dalle giurie successive, tanto che oggi il Gran Prix è considerato un riconoscimento meno prestigioso della palma d’oro, ma consente comunque al film vincitore di salire al secondo posto della classifica.

## Grand Prix
| Anno | Film                                                                    | Regista                                                           | Nazionalità del regista                                           |
| ---- | ----------------------------------------------------------------------- | ----------------------------------------------------------------- | ----------------------------------------------------------------- |
| 1967 | L'incidente (Accident)                                                  | Joseph Losey                                                      | Regno Unito                                                       |
| 1967 | Ho incontrato anche zingari felici (Skupljaci Perja)                    | Aleksandar Petrović                                               | Jugoslavia                                                        |
| 1968 | Il Festival è stato interrotto, i premi non sono stati assegnati.       | Il Festival è stato interrotto, i premi non sono stati assegnati. | Il Festival è stato interrotto, i premi non sono stati assegnati. |
| 1969 | Adalen '31 (Ådalen '31)                                                 | Bo Widerberg                                                      | Svezia                                                            |
| 1970 | Indagine su un cittadino al di sopra di ogni sospetto                   | Elio Petri                                                        | Italia                                                            |
| 1971 | E Johnny prese il fucile (Johnny Got His Gun)                           | Dalton Trumbo                                                     | Stati Uniti                                                       |
| 1971 | Taking Off                                                              | Miloš Forman                                                      | Cecoslovacchia                                                    |
| 1972 | Solaris (Солярис, Solaris)                                              | Andrej Tarkovskij                                                 | Unione Sovietica                                                  |
| 1973 | La maman et la putain                                                   | Jean Eustache                                                     | Francia                                                           |
| 1974 | Il fiore delle Mille e una notte                                        | Pier Paolo Pasolini                                               | Italia                                                            |
| 1975 | L'enigma di Kaspar Hauser (Jeder für sich und Gott gegen alle)          | Werner Herzog                                                     | Germania Ovest                                                    |
| 1976 | Cría cuervos                                                            | Carlos Saura                                                      | Spagna                                                            |
| 1976 | La Marchesa von... (La Marquise d'O...)                                 | Éric Rohmer                                                       | Francia                                                           |
| 1977 | Il premio non è stato assegnato.                                        | Il premio non è stato assegnato.                                  | Il premio non è stato assegnato.                                  |
| 1978 | L'australiano (The Shout)                                               | Jerzy Skolimowski                                                 | Polonia                                                           |
| 1978 | Ciao maschio                                                            | Marco Ferreri                                                     | Italia                                                            |
| 1979 | Siberiade (Сибириада, Sibiriada)                                        | Andrej Končalovskij                                               | Unione Sovietica                                                  |
| 1980 | Mio zio d'America (Mon oncle d'Amérique)                                | Alain Resnais                                                     | Francia                                                           |
| 1981 | Gli anni luce (Les années lumière)                                      | Alain Tanner                                                      | Svizzera                                                          |
| 1982 | La notte di San Lorenzo                                                 | Paolo e Vittorio Taviani                                          | Italia                                                            |
| 1983 | Monty Python - Il senso della vita (Monty Python's The Meaning of Life) | Terry Jones                                                       | Regno Unito                                                       |
| 1984 | Diario per i miei figli (Napló gyermekeimnek)                           | Márta Mészáros                                                    | Ungheria                                                          |
| 1985 | Birdy - Le ali della libertà (Birdy)                                    | Alan Parker                                                       | Regno Unito                                                       |
| 1986 | Sacrificio (Offret - Sacrificatio)                                      | Andrej Tarkovskij                                                 | Unione Sovietica                                                  |
| 1987 | Pentimento (მონანიება, Pokayaniye)                                      | Tengiz Abuladze                                                   | Unione Sovietica                                                  |
| 1988 | Un mondo a parte (A World Apart)                                        | Chris Menges                                                      | Regno Unito                                                       |

## Grand Prix du Jury
| Anno | Film                                                        | Regista            | Nazionalità del regista |
| ---- | ----------------------------------------------------------- | ------------------ | ----------------------- |
| 1989 | Nuovo Cinema Paradiso                                       | Giuseppe Tornatore | Italia                  |
| 1989 | Troppo bella per te! (Trop belle pour toi!)                 | Bertrand Blier     | Francia                 |
| 1990 | Tilaï                                                       | Idrissa Ouédraogo  | Burkina Faso            |
| 1990 | L'aculeo della morte (死の棘, Shi no toge)                  | Kōhei Oguri        | Giappone                |
| 1991 | La bella scontrosa (La belle noiseuse)                      | Jacques Rivette    | Francia                 |
| 1992 | Il ladro di bambini                                         | Gianni Amelio      | Italia                  |
| 1993 | Così lontano così vicino (In weiter Ferne, so nah!)         | Wim Wenders        | Germania                |
| 1994 | Vivere! (活着, Huozhe)                                      | Zhang Yimou        | Cina                    |
| 1994 | Sole ingannatore (Утомлённые солнцем, Utomlyonnye solntsem) | Nikita Mikhalkov   | Russia                  |

## Grand Prix
| Anno | Film                                                               | Regista                                                            | Nazionalità del regista                                            |
| ---- | ------------------------------------------------------------------ | ------------------------------------------------------------------ | ------------------------------------------------------------------ |
| 1995 | Lo sguardo di Ulisse (To vlemma tou Ulisse)                        | Theo Angelopoulos                                                  | Grecia                                                             |
| 1996 | Le onde del destino (Breaking the Waves)                           | Lars von Trier                                                     | Danimarca                                                          |
| 1997 | Il dolce domani (The Sweet Hereafter)                              | Atom Egoyan                                                        | Canada                                                             |
| 1998 | La vita è bella                                                    | Roberto Benigni                                                    | Italia                                                             |
| 1999 | L'umanità (L'humanité)                                             | Bruno Dumont                                                       | Francia                                                            |
| 2000 | Guizi Lai Le (鬼子来了)                                            | Wen Jiang                                                          | Cina                                                               |
| 2001 | La pianista (La pianiste)                                          | Michael Haneke                                                     | Austria                                                            |
| 2002 | L'uomo senza passato (Mies vailla menneisyyttä)                    | Aki Kaurismäki                                                     | Finlandia                                                          |
| 2003 | Uzak                                                               | Nuri Bilge Ceylan                                                  | Turchia                                                            |
| 2004 | Old Boy (올드보이)                                                 | Park Chan-Wook                                                     | Corea del Sud                                                      |
| 2005 | Broken Flowers                                                     | Jim Jarmusch                                                       | Stati Uniti                                                        |
| 2006 | Flandres                                                           | Bruno Dumont                                                       | Francia                                                            |
| 2007 | Mogari No Mori (殯の森)                                            | Naomi Kawase                                                       | Giappone                                                           |
| 2008 | Gomorra                                                            | Matteo Garrone                                                     | Italia                                                             |
| 2009 | Il profeta (Un prophète)                                           | Jacques Audiard                                                    | Francia                                                            |
| 2010 | Uomini di Dio (Des hommes et des dieux)                            | Xavier Beauvois                                                    | Francia                                                            |
| 2011 | C'era una volta in Anatolia (Bir zamanlar Anadolu'da)              | Nuri Bilge Ceylan                                                  | Turchia                                                            |
| 2011 | Il ragazzo con la bicicletta (Le Gamin au vélo)                    | Jean-Pierre e Luc Dardenne                                         | Belgio                                                             |
| 2012 | Reality                                                            | Matteo Garrone                                                     | Italia                                                             |
| 2013 | A proposito di Davis (Inside Llewyn Davis)                         | Joel ed Ethan Coen                                                 | Stati Uniti                                                        |
| 2014 | Le meraviglie                                                      | Alice Rohrwacher                                                   | Italia                                                             |
| 2015 | Il figlio di Saul (Saul fia)                                       | László Nemes                                                       | Ungheria                                                           |
| 2016 | È solo la fine del mondo (Juste la fin du monde)                   | Xavier Dolan                                                       | Canada/ Francia                                                    |
| 2017 | 120 battiti al minuto (120 battements par minute)                  | Robin Campillo                                                     | Francia                                                            |
| 2018 | BlacKkKlansman                                                     | Spike Lee                                                          | Stati Uniti                                                        |
| 2019 | Atlantique                                                         | Mati Diop                                                          | Francia                                                            |
| 2020 | a causa della pandemia di CoViD-19, il festival non ha avuto luogo | a causa della pandemia di CoViD-19, il festival non ha avuto luogo | a causa della pandemia di CoViD-19, il festival non ha avuto luogo |
| 2021 | Un eroe (Qahremān)                                                 | Asghar Farhadi                                                     | Iran                                                               |
| 2021 | Scompartimento n. 6 - In viaggio con il destino (Hytti nro 6)      | Juho Kuosmanen                                                     | Finlandia                                                          |
| 2022 | Close                                                              | Lukas Dhont                                                        | Belgio                                                             |
| 2022 | Stars at Noon                                                      | Claire Denis                                                       | Francia                                                            |
| 2023 | La zona d'interesse (The Zone of Interest)                         | Jonathan Glazer                                                    | Regno Unito                                                        |
| 2024 | All We Imagine As Light - Amore a Mumbai (All We Imagine As Light) | Payal Kapadiya                                                     | India                                                              |
| 2025 | Affeksjonsverdi                                                    | Joachim Trier                                                      | Norvegia                                                           |

## Vittorie per paese d'origine
| Nazione          | Vittorie |
| ---------------- | -------- |
| Francia          | 12       |
| Italia           | 10       |
| Regno Unito      | 4        |
| Stati Uniti      | 4        |
| Unione Sovietica | 4        |
| Germania         | 2        |
| Ungheria         | 2        |
| Giappone         | 2        |
| Cina             | 2        |
| Canada           | 2        |
| Finlandia        | 2        |
| Turchia          | 2        |
| Jugoslavia       | 1        |
| Svezia           | 1        |
| Cecoslovacchia   | 1        |
| Spagna           | 1        |
| Polonia          | 1        |
| Svizzera         | 1        |
| Burkina Faso     | 1        |
| Russia           | 1        |
| Grecia           | 1        |
| Danimarca        | 1        |
| Austria          | 1        |
| Corea del Sud    | 1        |
| Belgio           | 1        |
| Iran             | 1        |
| India            | 1        |
| Norvegia         | 1        |